# 摩尼教抄本殘頁 MIK III 4959
摩尼教抄本殘頁編號「 4959」是一張收藏於德國柏林亞洲藝術博物館的摩尼教泥金裝飾手抄本殘頁斷片，繪製於8–9世紀期間，20世紀初被德國吐魯番考察隊發現於新疆高昌故城寺院遺址。殘頁長8.2釐米、寬11.0釐米，兩面均繪有纖細畫插圖。

## 描述

### 正面

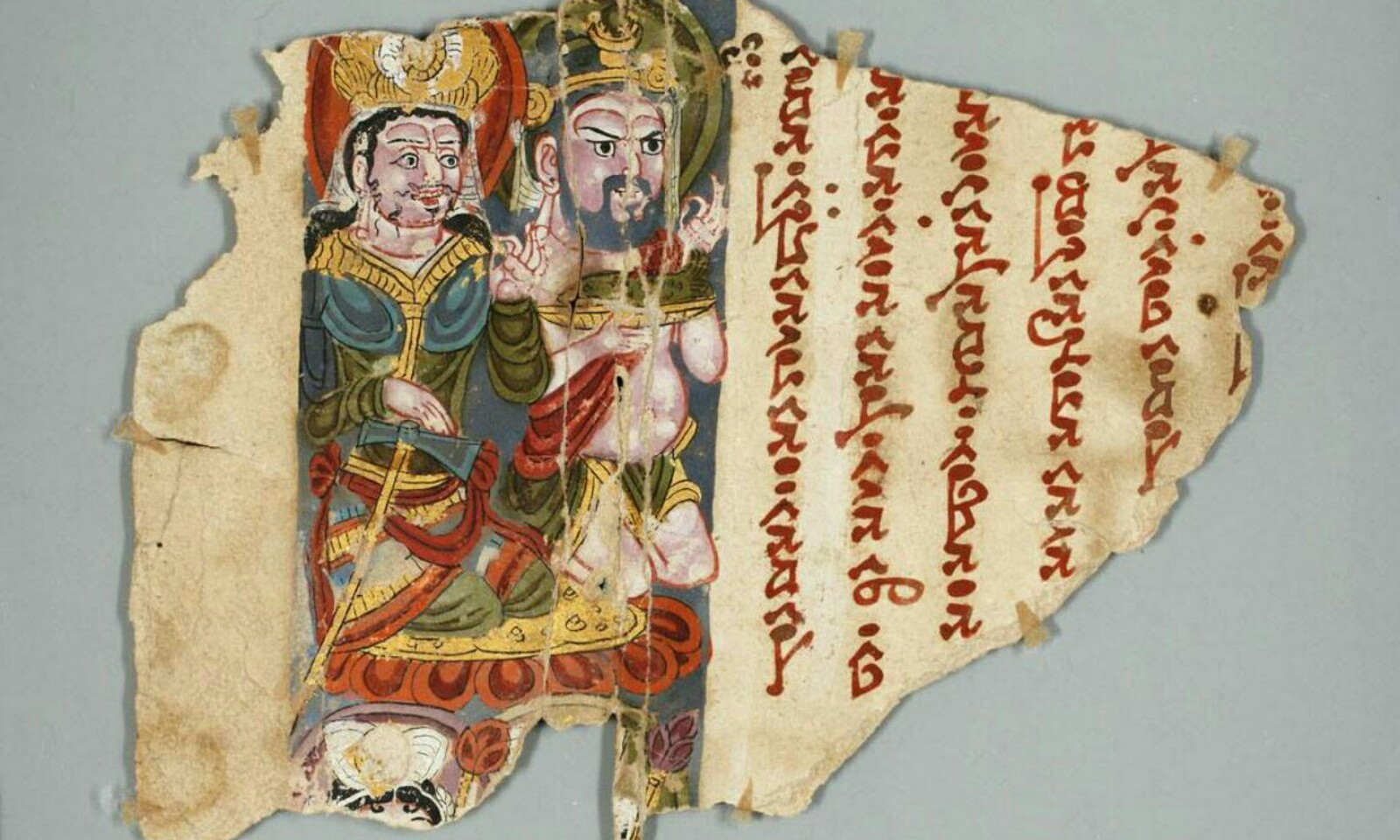
殘頁正面

殘頁正面右側有六排以紅字書寫的文本，左側插圖描繪兩隻魔鬼像跪坐在一個紅、黃色的蓮花臺上。雖然左邊人像看起來似乎穿着起皺褶的布料服飾，但其實是一套精緻的硬質戎裝。他的右手搭在一柄戰斧上，左手擧起作說法狀。眼睛大而突出，鷹鉤鼻，捲曲的鬍鬚，嘴裡的尖牙印證了其魔鬼身份。他腦後有紅色頭光，黑色長髮披散至肩部，佩戴一條白色頭巾和一頂華麗的金冠，冠上飾以羽毛。相較左邊人像的精瘦，右邊這位可謂是身材肥大。他全身赤裸，只在腰間束有金綠二色的腰布，以及從左肩上斜搭下一條紅色飾帶。他右手托起一隻金盤，裡面盛放一條綠色怪魚；左手擧起作說法狀。腦後有綠色頭光，深灰色的頭髮和濃密的鬍鬚經鬢鬚相連，環形金冠上可見新月日輪裝飾。圓睜的雙目傳達出恐嚇險惡之意，印證了其魔鬼的身份。
魔鬼像下方可見兩個殘存的紫紅頭光及部份頭髮、頭飾，可能是兩名神靈像，她們手中所持的三瓣花杖亦淸晰可見。

### 背面

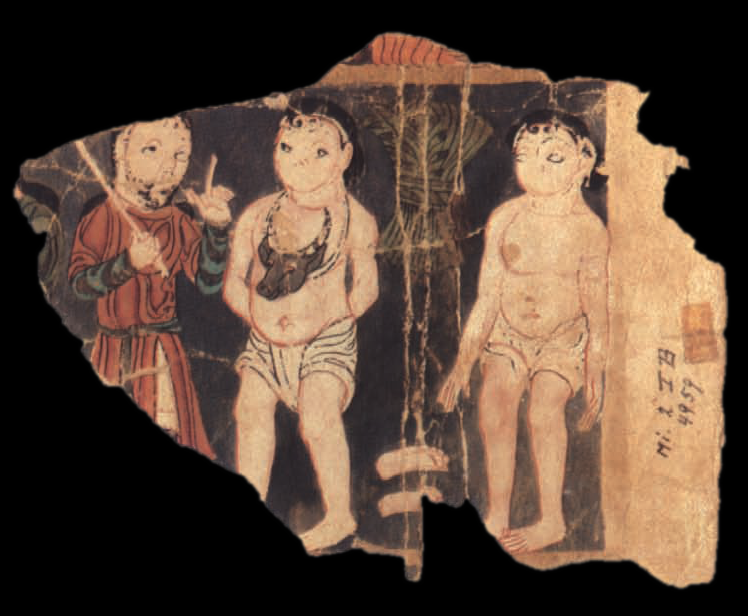
殘頁背面

殘頁背面僅存一幅插圖，且不完整。插圖右邊站立一名裸身的男子，只於腰間束一條白色腰布。他雙手下垂攤開，整個身體微微向後傾斜，傳達出一種緊張不安的感覺。畫面中間地面上有兩個足印，足印上方有一捆綠色草束。草束左邊站立一名雙手被綑綁在背後的男子，也是全身赤裸，僅穿一條腰布，胸前還佩戴一顆牛頭。畫面最左側有一名身穿紅袍的男子與雙手被綑的男子相向對視，紅袍男右手握住一隻白色長杖，左手擧起伸出他長度誇張的食指，似乎正在同雙手被綑的男子交談。從整體的圖像特徵來看，紅袍男的姿勢傳達出一種警告或勸誡之意。
匈牙利宗教史學家兼摩尼教學者康高寶指出德國宗教學家漢斯-約雅金·克里木凱特首次提出這幅插圖描繪的應是一個審判場景，其中的紅袍男子是一名判官。這個觀點為匈牙利亞洲宗教藝術史學家古樂慈所接受，不過她對一些細節作出了新的詮釋。康高寶亦將這幅插圖同元朝摩尼教絹畫掛軸《冥王聖幀》裡的審判場景作對比，發現二者雖因文化差異之故使得圖像風格大相逕庭，但卻都描繪了同一個主題——兩名赤身裸體的男子在一名判官面前接受審判。